# June Walker
June Walker (14 de junio de 1900 - 3 de febrero de 1966) fue una actriz estadounidense, quién trabajó en teatro y en cine.

## Primeros años
Walker nació en la ciudad de Nueva York el 14 de junio de 1900, a los 14 años, Walker quedó huérfana. Trabajaba en una tienda de sombreros antes de que se convirtiera en actriz.

## Carrera en el teatror

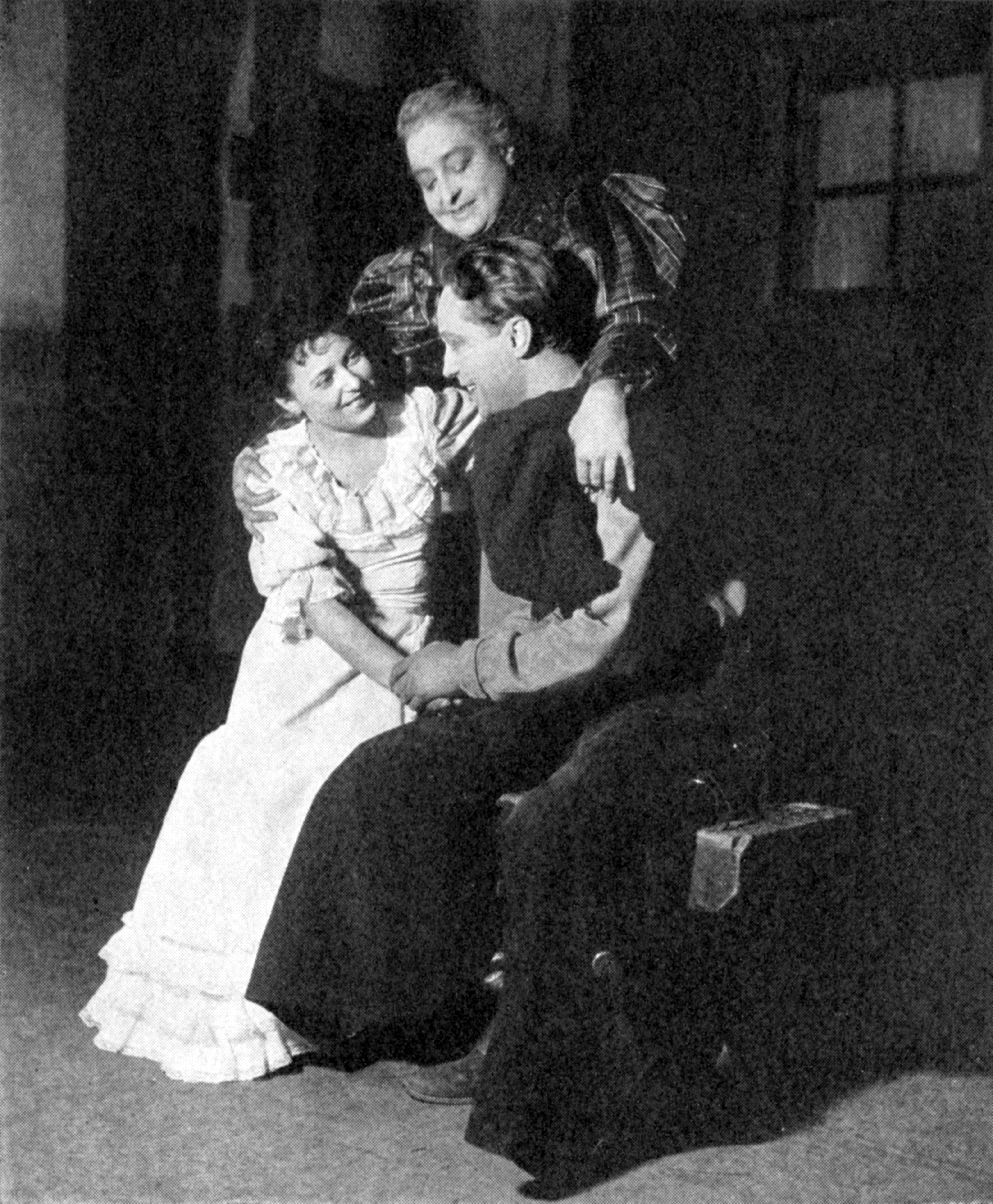
June Walker (Laurey Williams), Helen Westley (Tía Eller Murphy) y Franchot Tone (Curly McClain) en Green Grow the Lilacs (1931)

Walker actuó como miembro de un coro durante una producción de Hitchy-Koo en el Globe Theater cuando tenía 16 años.
Walker trabajó en Broadway, trabajando en obras como Green Grow the Lilacs, The Farmer Takes a Wife, y Twelfth Night. Interpretó a Lorelei Lee, en la versión de Broadway de 1926, Gentlemen Prefer Blondes. Su obituario de The New York Times, había dicho que "Su actuación era muy parecida a la de Anita Loos.." Tras el éxito de la obra, la carrera de Walker alcanzó popularidad, además, había actuado en varias obras famosas en Broadway. Walker interpretó a Linda Loman juntó con Thomas Mitchell en Death of a Salesman (1949). También interpretó a Vinnie en Life with Father

## Carrera en el cine
Walker trabajó en la empresa Essanay Studios, tanto en películas mudas como sonoras, entre ellas se incluyen A Child Is Waiting, Through Different Eyes, The Unforgiven, y War Nurse.

## Vida personal
En 1926, se casó con el actor británico Geoffrey Kerr. Y se divorciaron en 1943; tuvieron un hijo, el actor John Kerr. Walker apareció juntó con su hijo en la serie de NBC Justice. Donde su hijo tuvo su primera aparición como actor.[cita requerida]

## Muerte
Walker murió en la casa de su hijo, ubicada en Los Ángeles, el 3 de febrero de 1966 a los 65 años. Fue enterrada en el Westwood Village Memorial Park Cemetery en Los Ángeles.[cita requerida]

## Filmografía
| Año  | Título              | Papel         | Notas         |
| ---- | ------------------- | ------------- | ------------- |
| 1921 | Coincidence         | Phoebe Howard |               |
| 1930 | War Nurse           | Babs          |               |
| 1942 | Thru Different Eyes | Margie        |               |
| 1960 | The Unforgiven      | Hagar Rawlins |               |
| 1963 | A Child Is Waiting  | Mrs. McDonald | Sin acreditar |